# Panthère (bateau)
Pour les articles homonymes, voir Panthère.
La Panthère est un bâtiment-école de type Léopard de la Marine nationale française. Il sert à la formation à la conduite nautique des officiers et officiers-mariniers navigateurs de l'École navale, des écoles de la marine française, des administrations de l'État ou de marines étrangères. Son numéro de coque est A 749. Il peut intervenir pour la lutte anti-pollution avec un équipement adapté.

## Construction
Le Panthère est le 2e d'une série de huit navires identiques construits de 1981 à 1983, portant tous des noms de fauves et surnommés la "Ménagerie". 

## Historique
Au cours des premières sorties du Léopard en février 1982, deux défauts sont observés, le niveau de bruit est trop important dans le navire, à cause des moteurs et l’eau des soutes n’est pas consommable[Quoi ?]. La Panthère sert alors à des essais d’insonorisation. Des travaux d'isolation et une remise à niveau des soutes permettent de régler ces problèmes.
La 20e division des bâtiments-écoles est formée le 20 janvier 1983 et le Léopard est le chef de cette division.
Le Panthère est parrainé depuis le 22 mai 1982 par la ville de Rodez. Fouesnant-les Glénan en fait aussi son filleul le 3 mars 2012.
La 20e division est dissoute le 13 juillet 1993 et les huit bâtiments forment le groupe des bâtiments-écoles, sous le commandement du Léopard.
Le navire reçoit deux mitrailleuses de 12,7 mm en remplacement de deux canons de 20 mm en 2002. 
Le bâtiment et toute sa classe font l'objet d'une opération de rénovation entre 2011 et 2012, pour allonger leur durée de vie de 10 ans. Faute de budget, la marine nationale a adopté cette solution en coopération avec Piriou Naval Services. La refonte entre dans le cadre d'un contrat de maintien en condition opérationnelle sur une durée de 10 ans de la classe Léopard. L'opération porte sur le remplacement des moteurs par des modèles de marque Baudouin, des groupes électrogènes, du séparateur d'hydrocarbures, des réfrigérateurs, du radar de navigation et du gyrocompas. La peinture de la coque est refaite et les deux lignes d'arbres sont inspectées.